# Сенегал на Чемпіонаті світу з водних видів спорту 2015
Сенегал взяв участь у Чемпіонаті світу з водних видів спорту 2015, який пройшов у Казані (Росія) від 24 липня до 9 серпня.

## Плавання
Плавці Сенегалу виконали кваліфікаційні нормативи в дисциплінах, які наведено в таблиці (не більш як 2 плавці на одну дисципліну за часом нормативу A, і не більш як 1 плавець на одну дисципліну за часом нормативу B):
Чоловіки
| Спортсмен    | Дисципліна           | Попередній заплив | Попередній заплив | Півфінал        | Півфінал        | Фінал           | Фінал           |
| Спортсмен    | Дисципліна           | Час               | Місце             | Час             | Місце           | Час             | Місце           |
| ------------ | -------------------- | ----------------- | ----------------- | --------------- | --------------- | --------------- | --------------- |
| Фалл Малік   | 50 м брасом          | 28.71             | 42                | Завершив виступ | Завершив виступ | Завершив виступ | Завершив виступ |
| Фалл Малік   | 100 м брасом         | 1:04.30           | 56                | Завершив виступ | Завершив виступ | Завершив виступ | Завершив виступ |
| Ісмаель Кане | 200 м вільним стилем | 2:00.66           | 74                | Завершив виступ | Завершив виступ | Завершив виступ | Завершив виступ |
| Ісмаель Кане | 100 м батерфляєм     | 1:00.94           | 67                | Завершив виступ | Завершив виступ | Завершив виступ | Завершив виступ |
| Абдул Ніане  | 50 м вільним стилем  | 24.18             | 60                | Завершив виступ | Завершив виступ | Завершив виступ | Завершив виступ |
| Абдул Ніане  | 100 м вільним стилем | 53.33             | 81                | Завершив виступ | Завершив виступ | Завершив виступ | Завершив виступ |

Жінки
| Спортсменка   | Дисципліна          | Попередній заплив | Попередній заплив | Півфінал         | Півфінал         | Фінал            | Фінал            |
| Спортсменка   | Дисципліна          | Час               | Місце             | Час              | Місце            | Час              | Місце            |
| ------------- | ------------------- | ----------------- | ----------------- | ---------------- | ---------------- | ---------------- | ---------------- |
| Ава Лі Н'Діає | 50 м вільним стилем | 29.78             | 87                | Завершила виступ | Завершила виступ | Завершила виступ | Завершила виступ |
| Ава Лі Н'Діає | 100 м на спині      | 1:16.27           | 64                | Завершила виступ | Завершила виступ | Завершила виступ | Завершила виступ |